# 志村新八
志村新八，是日本漫畫和動畫作品《銀魂》的虛構角色。本作品男主角之一。

## 設計
姓氏取自於日本喜劇演員志村健，名字則是來自於新選組的第二隊隊長永倉新八。

## 人物

五年後
劇場版『永遠的萬事屋』

### 形象
平時穿著為藍白色和服袴。個性溫柔有禮，但內裡卻有著武士的氣節和堅強；在追星時也會變得非常熱血。
作品中因為實力較弱而且是吐槽役經常被欺負，被形容為「很平凡、很普通、大眾臉」。有一個不斷出現的梗是：新八眼鏡才是本體，肉身只是一個眼鏡架。據阿銀所述，新八的構造成分有95%是眼鏡、3%是水、2%是垃圾。曾被批評沒存在感是因為他不是「新一」而是新八。
在一個不能缺少「吐槽」（ツッコミ）的《銀魂》中負責吐槽，故有「吐槽八」與「眼鏡吐槽男」（ツッコミメガネ）之稱，也被稱為「江戶第一吐槽男」。
以普通人的強度而言，新八具有相當的實力，但是周遭的人都太強，才會顯得他十分平凡。在《龍宮篇》裡被評論比常人的實力強兩塊昆布，是騎腳踏車姿勢相當標準的小混混耕介學長3倍厲害。在姊姊阿妙工作的夜總會假扮成女公關時化名（」）。
是個音癡，能夠看見幽靈。對貓耳萌娘有特殊僻好。
十分喜歡姊姊，是個姐控。由於姊姊阿妙不擅家事，所以是個含煮飯在內的家務全能者；基本上包辦萬事屋大部份的家務（除了做飯為三人輪流）。

### 經歷
劍道道場「恆道館」的少年館長，以劍術為志向，為復興道場兼學習武士道，因受到銀時幫忙而成為萬事屋成員。年少喪父，與甚姊志村妙相依為命長大。為了幫補家計，在沒有進入“萬事屋”與遇上銀時前，在甜品店工作。瘋狂的迷戀歌手寺門通，為寺門通親衛隊隊長。房間貼滿了寺門通的海報、唱卡拉OK時只唱寺門通的歌曲。
因為遇上銀時結果失去了工作，最後機緣巧合之下加入萬事屋，成為(新)萬事屋裡第一個員工。之後，隨著神樂和定春的加入，萬事屋三人一狗的小組也成形了。經歷過種種歷險之後，成為萬事屋的老大。

## 劇中表現
初登場時在沒有進入「萬事屋」與遇上銀時前，新八在甜品店工作。當時他十分冒失，不會使用收銀機，經常惹怒店長，還被天人欺負。素昧平生的銀時雖然為其出了一口烏氣，但也被他弄的沒了工作。後來，恒道館追債的天人更把妙押走，而新八和銀時把債主擊倒之後新八便正式加入萬事屋。
在故事裡常被認為眼鏡才是本體，在各個篇章裡這個梗都有被體現。如在《龍宮篇》其他人都因為「寶箱G」而老化時，新八只有眼鏡老化，而成為唯一的年輕人。在《性別轉換篇》中外表亦完全沒有變化，除了眼鏡框變成了粉紅色。《靈魂交換篇》裡靈魂交換之後眼鏡竟能保持自我意識。
劇中一直擔任吐槽役，是萬事屋三人中最正常的，然而也不乏正經熱血或離奇搞怪的橋段。主線劇情中基本都是跟著銀時和萬事屋行動，打鬥中也不時有高光。他比較出眾表現有：

### 紅櫻篇
當銀時快要被似藏殺掉之時，在危急之下掄起真劍斬下似藏的一隻手，把銀時救走帶回萬事屋中。後在伊利沙白帶領之下，潛入鬼兵隊的太空船裡，支援銀時和桂。

### 芙蓉篇
和銀時神樂分頭行動，新八雖然自己被抓，但仍成功從一大幫機械人裡保護小玉，並把她腦內的記憶成功送到源外的家。而且，新八也是第一個讓小玉知道有一種名叫武士的東西的人。

### 九兵衛篇
為了拯救志村妙，新八和近藤向柳生家發起挑戰，並獲得萬事屋和真選組支持。作為大將，新八在最後對決中和銀時合作打贏九兵衛和敏木齋，奪回妙之餘亦與柳生一族化敵為友。

### 真選組動亂篇
新八作為三次元偶像的支持者跟作為二次元支持者的宅十四在電視辯論，認出後將之帶回萬事屋，及後在拯救近藤的對決裡也努力戰鬥。

### 吉原炎上篇
跟銀時等人進入吉原替晴太找回母親日輪。跟神樂對戰春雨第七師團副團長阿伏兔落於下風瀕危，使神樂激活夜兔之血。神樂其後失控，卻被新八在她殺人之前及時將她喚回來，使之停止暴走。後二人偕同晴太前往打開吉原的天窗，協助銀時等人打敗鳳仙。事件之後覺得自己實力不足，希望謀求進步。

### 筆友篇
新八在海裡拾獲信件並與對方成為筆友，因為銀時等人的介入下烏龍百出，還安排了沖田替自己會面。然而謊言還是被戮破，銀時等人救回筆友之時新八亦與之溫暖互動，並以自己身份繼續和她通信。

### 宅十四篇
為了使自己體內的怨靈安息，土方自組通選組與新八爭奪寺門通官方粉絲團的名號。在最後的卡牌決戰後，新八在拳擊戰中打贏了村麻紗付身在土方身上的靈魂，使之完滿升天。在事件結束後放棄了官方粉絲團的存在，並把天字第一號歌迷名頭送了給了宅十四。

### 人氣投票篇 和 兩年後篇
這兩個篇章裡都以新八為主視角開展，有點相似的是他在過程中提供了大量吐槽和在在最後帶出大道理。而且，在兩篇的結局裡他都被弄的很慘。

### 陰陽師篇
在和巳里野眾對決時，新八裝扮成式神與之對決，並奉上了自己的初吻給麵包德蒙妮亞，此梗會在之後屢屢出現。

### 四天王篇
登勢遇襲後，銀時遣散萬事屋，但他沒有離開，甚至還拳打了硬要他們走的銀時。在保衛小酒館的大戰中一對一打贏了椿平子，在之後潛入華陀的基地救下輝彥。結束後，跟大家一起偷聽次郎長和登勢的對話被發現。

### 金魂篇
因為銀時的吊兒郎當常常失蹤，新八和神樂一起要求源外製作機器人金時來暫時代替銀時。可是新八和神樂等所有人均被其洗腦，以為金時是銀時。雖然如此，當銀時回歸之後，卻隱隱然發覺不妥；並在結尾醒悟時懊悔不已，與神樂和銀時一同摧毁金時的美夢。

### 尾美一篇
新八和妙重遇恆道館裡的大師兄尾美一。新八非常想他和銀時兩位大哥可以和睦相處，但銀時卻在源外口中得知了真相。在得知尾美一的真實身份和銀時的犠牲後，新八與尾美一決戰並勝出，亦使尾美一回復本性。

### HDZ48篇
新八為了保護寺門通暫時成為其經理人，跟萬事屋和Diamond Perfume一起與太空偶像團HDZ48鬥智鬥力並最終勝出。

### 將軍暗殺篇
受全藏所托，跟銀時、神樂共同作為將軍的分身行動。在成功藏匿至伊賀忍者村之後被高杉及神威聯軍攻擊，新八一直在茂茂身邊保護著他。結束後，他跟銀時等人回到江戶，卻接到了茂茂被暗殺的消息。

### 再見真選組篇
與銀時等人在海上救援土方和小錢形，並與真選組等人殺入黑繩島，在中間救回了受傷的山崎，成功徹退。

### 烙陽決戰篇
因為信女的委託以及神樂的不辭而別，新八隨銀時來到烙陽，並與銀時共同行動。當攘夷四人組重聚後，在與和天照院奈落混戰裡與定春帶走銀時去找尋神樂。參與了對狂暴神威的打鬥，即使車輪戰仍然不敵。事件完結後知道天人大軍被虛利用正要攻向江戶，便與銀時等人趕回地球。

### 銀之魂篇
一回到歌舞伎町便與天人聯軍打上，在各路援軍助力之下成功捱到天上談判取得進展的時候。然而，隨著圓翔王子的發難地上再起混戰；正當虛把所有人都打敗之時，獨自面對虛的新八挺起勇氣與之對抗，成功喚起所有人的鬥志。在定春和所有人的幫助之下，虛重傷掉進龍脈之中。此戰之後新八、神樂、銀時分道揚鑣，新八成為唯一留在萬事屋的成員並成為其社長。
兩年後，他受信女之託把神樂帶回萬事屋；而銀時暗地探望時，對其心理和實力的增強感到驚嘆。而且因為小玉之前耗盡能源，新八也要為她讓機械人玉子把兩年來的事情記錄下來。之後為了阻止龍脈毀滅世界，他和神樂在能量塔中與銀時重聚，並協助松陽以自身亞爾塔納對抗天導眾飛船上的能量。
大結局中，新八再度和銀時、神樂匯合組成搭擋，持續以萬事屋社長身分活躍。

### 電影 《永遠的萬事屋》
五年後因為銀時已死，新八蛻變成不會吐槽的冷酷眼鏡男，並與神樂瓜分了銀時的衣服並各自開起了自己的萬事屋，在江戶享負盛名。同時因為妙感染白詛，新八也變得比較陰沉。在遇上五年前的銀時後與神樂再次組成萬事屋，並在銀時要離開前再次將其認出。在最後決戰前遇上了攝錄機，並再次理解了銀時為世界而做的事情，與其他同伴一起穿越回去攘夷時代，與魘魅及其爪牙大戰。最後，新八跟銀時、神樂、定春約定在重置的時間線再會面之後，他的眼鏡消失了...

## 武器
和銀時一樣，以木刀為武器。

## 其他資料
- 在JUMP主辦的四次人氣投票結果中都是第八名，連作者都覺得是奇蹟。